# Route nationale 182

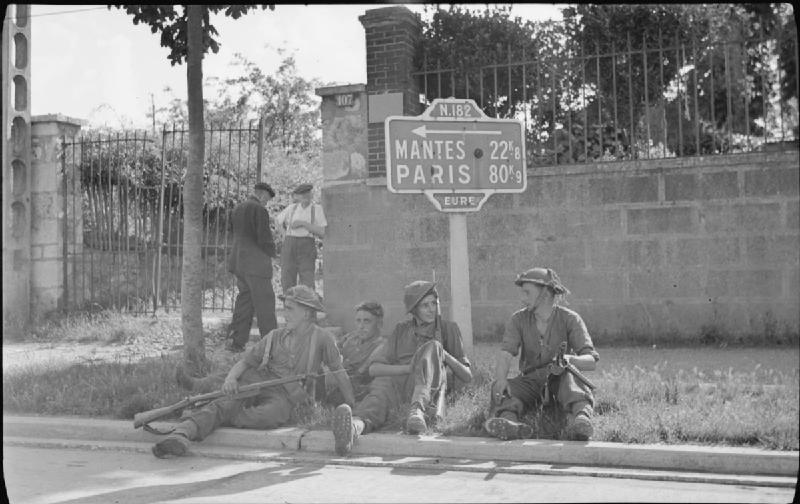
Britische Soldaten in Vernon, 25. August 1944.

Die N182 ist eine französische Nationalstraße, die 1824 zwischen der N13 westlich von Bonnières-sur-Seine und Rouen festgelegt wurde. Sie geht auf die Route impériale 35 zurück. Ihre Länge betrug 66 Kilometer. 1933 erfolgte die Verlängerung bis Le Havre, indem sie die im gleichen Jahr festgelegte N312 übernahm, die zeitgleich eine neue Trasse erhielt. Dabei stieg die Länge auf 147,5 Kilometer. Bei der Reform 1949 gab sie den Abschnitt zwischen Bonnières-sur-Seine und Rouen an die N13BIS ab. 1973 wurde der Abschnitt zwischen der N182BIS und Rouen abgestuft und die N182 übernahm die Trasse der N182BIS komplett, sowie die der N810 zwischen der N182BIS und Pont-Audemer. Ab 1971 zweigte bei Saint-Aubin-sur-Quillebeuf eine neue D179 ab, die zur A13 bei Bourneville führte. Diese war ab 1982 eine Schnellstraße mit getrennten Fahrbahnen und 1987 wurde auf diese dann die N182 verlegt. 1974 ging zwischen der N182B und Harfleur eine Schnellstraße mit einer Fahrbahn in Betrieb, die als A15 ausgeschildert wurde. 1985 wurde die zweite Fahrbahn in Betrieb genommen und 1986 erfolgte die Verlängerung der Autobahn A15 bis zur Brückenrampe der Pont de Tancarville. Es erfolgte daher 1987 die Abstufung des Parallelabschnittes der N182. 1992 wurde die N182 von der Südrampe der Brücke bis zur A13 in A131 umgenummert, 1994 folgte die Umnummerierung der A15 in A131. Seitdem existiert die N182 nur noch als Verbindungsstück der A131.

## N182A
Die N182A war von 1933 bis 1973 ein Seitenast der N182, der von dieser in Heudebouville abzweigte und nach Louviers führte. Ihre Länge betrug 5 Kilometer. Ab 1973 wurde sie als N155 ausgeschildert und 2006 abgestuft. 1949 übernahm die N13bis ein Teil der N182, sodass die N182A ab da keine direkte Kreuzung mit ihrer Stammstrasse hatte.

## Streckenverlauf
| Position | höchste zulässige Gesamtgeschwindigkeit | Fahrbahnen | Typ                          | Abschnitt           | Längengrad | Breitengrad |
| -------- | --------------------------------------- | ---------- | ---------------------------- | ------------------- | ---------- | ----------- |
| 1        | 110                                     | 2          | Beginn der Autobahn          | A131                | 49.4622    | 0.4753      |
| 2        | 90                                      | 2          | Mautstelle                   | Tancarville         | 49.4637    | 0.4740      |
| 3        | 110                                     | 2          | Beginn der Brücke            | Pont de Tancarville | 49.4704    | 0.4671      |
| 4        | 90                                      | 2          | Ende der Brücke              | Pont de Tancarville | 49.4759    | 0.4614      |
| 5        | 110                                     | 2          | Vollständiges Dreieck        | Bolbec              | 49.4779    | 0.4577      |
| 6        | 110                                     | 2          | Vollständige Anschlussstelle | Le Havre            | 49.4849    | 0.4403      |
| 7        | 110                                     | 2          | Ende der Autobahn            | A131                | 49.4849    | 0.4404      |

## N182B
Die N182B war von 1933 bis 1959 ein Seitenast der N182, der von dieser östlich von Gonfreville-l’Orcher abzweigte und zum Seineufer lief, wo sich ein Fähranleger befand. Mit der Eröffnung der Pont de Tancarville wurde die Fähre eingestellt und die Straße zur Kommunalstraße abgestuft. Die Fähre verband die N182B mit der N312A. 1933 war sie zuerst Teil der N180A, die im gleichen Jahr auf drei Nationalstraßen aufgeteilt wurde.

## N182BIS
Die N182BIS entstand 1959 mit der Eröffnung der Pont de Tancarville. Sie zweigte an der Nordrampe von der über die Brücke laufenden westlich N810 ab und führte zur N182, die am Nordufer der Seine unter der Brücke entlang lief. Sie wurde 1973 Teil der N182, als diese auf eine Führung über die Brücke gelegt wurde.